# Герб Третього Рейху
Держа́вний оре́л (нім. Der Reichsadler) — герб, який був офіційним державним символом нацистської Німеччини.
Після того, як Адольф Гітлер прийшов до влади у 1933 році, орел Веймарської республіки був збережений до 1935 року. НСДАП, яка перебувала при владі, використовувала як свою емблему чорного німецького орла, який тримав у лапах стилізований дубовий вінок, зі свастикою в центрі. Партія використовувала орла, який дивиться на своє ліве плече і, будучи символом нацистської партії, називався Партійний орел (нім. Parteiadler).
Після 1935 року нацисти представили свій партійний символ як національний герб. Ця версія орла символізувала імперію і тому називалася Державним (Імперським) орлом (Reichsadler). Його можна відрізнити від Партійного орла тому, що орел дивиться на своє праве плече.

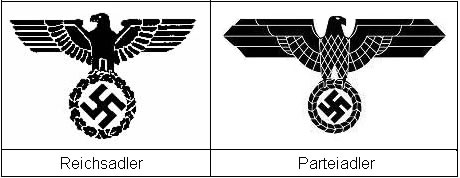
Зліва Державний орел, справа Партійний орел

Емблема була заснована декретом Адольфа Гітлера 1 листопада 1935 року:
 Щоб виразити єдність партії і держави в тому числі і у зв'язку з їх емблемами, я вирішив: 

Стаття 1 Національної емблемою Імперії стає емблема Націонал-соціалістичної німецької робітничої партії. 

Стаття 2 Національна емблема вермахту залишається недоторканою. 

Стаття 3 Закон про Імперський герб та імператорського орла від 11.11.1919 р. (Reichsgesetzbl. Pg 1877) скасовується. 

Стаття 4 Відповідно до доручення фюрера, Імперським міністром внутрішніх справ будуть прийняті правила, необхідні для здійснення статті 1.
Фюрер і канцлер Адольф Гітлер
Положення про герб імперії від 5 листопада 1935— 1935 Verordnung über das Hoheitszeichen des Reichs (05.11.1935)
7 березня 1936 року Гітлер додав, що:
 У правилах, що стосуються Національної емблеми Імперії від 5 листопада 1935 р., статтю 1 викласти таким чином: Державним гербом Імперії є свастика, оточена дубовим вінком, на дубовому вінку розташований орел з розпростертими крилами. Голова орла звернена вправо.
Фюрер і канцлер Адольф Гітлер
Декрет про розробку Національного герба Імперії від 7 березня 1936— 1936 Verordnung über die Gestaltung des Hoheitszeichens des Reichs (07.03.1936)